# Naomi Parker
Naomi Fern Parker (Tulsa, 26 de agosto de 1921-Longview, 20 de enero de 2018) fue una trabajadora de guerra estadounidense que se considera la modelo más probable para el icónico cartel We Can Do It! («¡Podemos hacerlo!»). Durante la Segunda Guerra Mundial, trabajó en el ensamblaje de aviones en la Estación Aérea Naval de Alameda. Aunque inicialmente se atribuyó a Geraldine Hoff Doyle el rol de protagonista del icónico cartel, ahora se cree que la inspiración fue una popular fotografía de Fraley operando una máquina herramienta en la Estación Aérea Naval.
Después de la guerra, trabajó como camarera en Palm Springs, California, y se casó tres veces. Murió a los 96 años en 2018.

## Primeros años de vida
Naomi Fern Parker nació en Tulsa, Oklahoma, en 1921. Es la tercera de ocho hijos de Joseph Parker y Esther Leis. Su padre era ingeniero de minas y su madre ama de casa. La familia se mudó a través del país, desde Nueva York hasta California, y vivía en Alameda en el momento del ataque a Pearl Harbor. Posteriormente, Naomi y su hermana menor, Ada, fueron a trabajar a la estación aérea naval local, donde fueron asignadas al taller de máquinas para tareas de ensamblaje de aeronaves.

## We Can Do It!

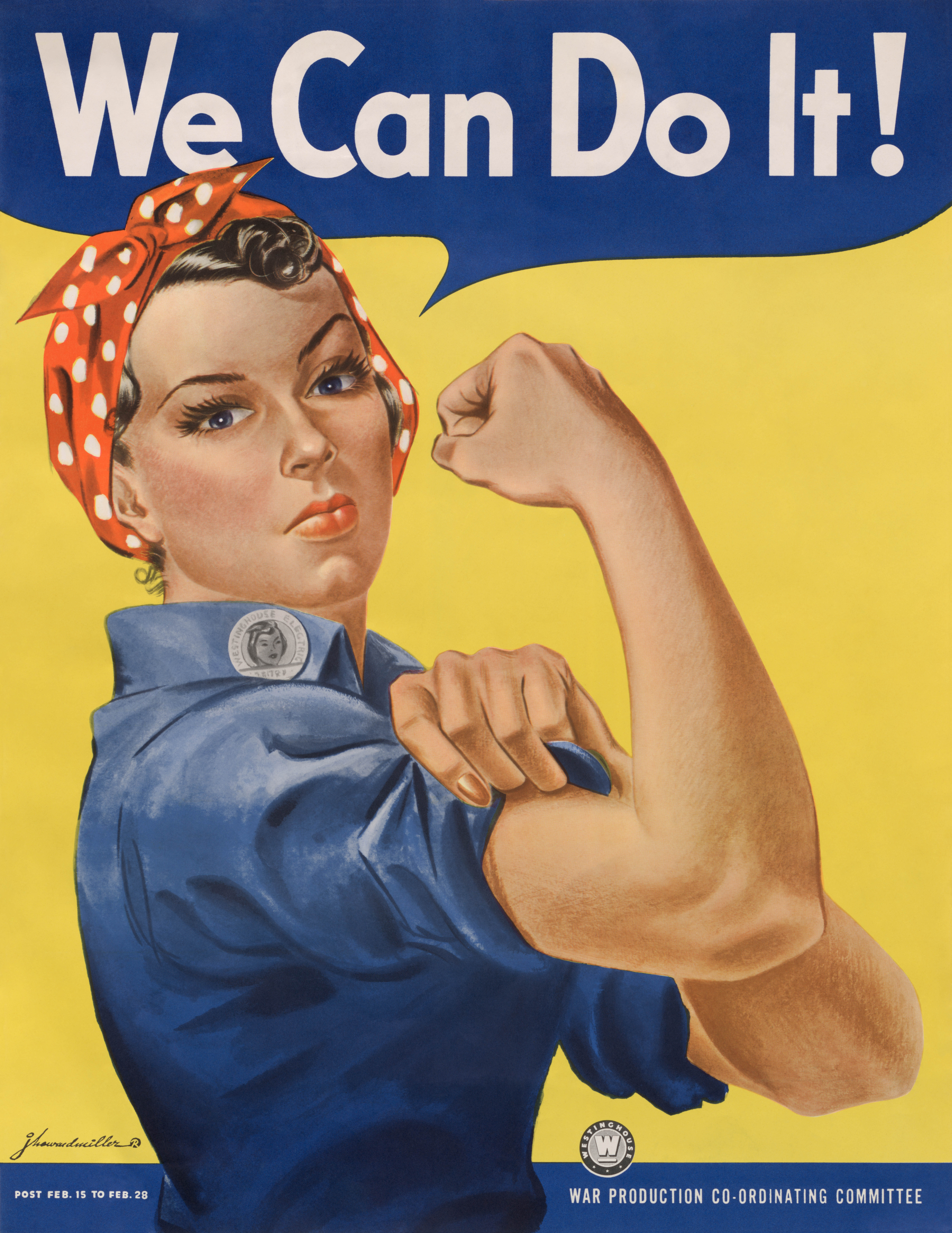
El cartel We Can Do It! apareció en algunas fábricas en 1943.

En 1942, la fotografía de Parker, tomada en una limadora horizontal de Pratt & Whitney, apareció en la prensa local el 5 de julio de 1942. Al año siguiente, el cartel We Can Do It! de J. Howard Miller fue uno de una serie que apareció en las fábricas de Westinghouse en una campaña para levantar la moral de las trabajadoras. Se presume que la foto del periódico fue la fuente de su imagen.
En 2011, Parker asistió a una reunión celebrada en el Parque Histórico Nacional Rosie the Riveter/World War II Home Front y vio su fotografía de 1942. Se sorprendió al descubrir que el título mencionaba a la modelo como Geraldine Hoff Doyle, y escribió al parque para corregir el error. Sin embargo, sus intentos de corregir el error fueron ignorados.
Mientras tanto, el profesor de la Universidad Seton Hall, James J. Kimble, se había interesado por el cartel, que se había convertido en un icono del movimiento feminista. Rastreó la foto original y confirmó que estaba atribuida a Naomi Parker en 1942. Cuando localizó a Parker en 2015 para mostrarle la foto, ella todavía tenía el recorte de periódico original de 1942. Kimble estaba seguro de que Parker era la mujer de la foto y la consideraba la candidata más fuerte detrás de la inspiración para el cartel, pero señaló que Miller no dejó ningún escrito que pudiera identificar a su modelo.
En febrero de 2015, Kimble entrevistó a las hermanas Parker, conocidas como Naomi Fern Fraley (Parker) y Ada Wyn Morford, de 93 y 91 años respectivamente, y descubrió que sabían desde hacía cinco años sobre la identificación incorrecta de la foto y habían sido rechazadas en su intento de corregir el registro histórico.

## Vida posterior y muerte
Después de la guerra, Parker trabajó como camarera en The Doll House, un restaurante en Palm Springs, California. Se casó tres veces, primero con Joseph Blankenship (divorciado), segundo con John Muhlig (fallecido en 1971), y tercero con Charles Fraley (fallecido en 1998), con quien se casó en 1979. En febrero de 2017 se mudó al área de Longview (Washington), antes de mudarse a un hogar de cuidados asistidos allí más tarde ese año.
El 20 de enero de 2018, Parker murió en Longview (Washington), a la edad de 96 años. El mes siguiente, su vida fue celebrada en el programa obituario Last Word de BBC Radio 4.